# Головне управління Національної поліції в Тернопільській області
Головне управління Національної поліції України в Тернопільській області — територіальний орган виконавчої влади в Тернопільській області, входить у систему Міністерства внутрішніх справ України. Підпорядковується Національній поліції України. Основними завданнями відомства є забезпечення безпеки, прав і свобод громадян, припинення і розкриття злочинів, охорона громадського порядку.

## Історія

### Народна міліція ЗУНР
Перші в краї загони народної міліції сформовані у квітні 1917, діяли до липня того ж року. Начальник Тернопільської міської і повітової міліції — П. Рибко. У листопаді 1918 уряд ЗУНР утворив відділи та групи міліції в повітових центрах, згодом організував спеціальну державну воєнізовану службу з охорони громадського порядку. В міліцію переважно вступала студентська та гімназійна молодь, патріотична інтелігенція, колишні вояки австрійської армії. 23 листопада 1918 уряд ЗУНР об'єднав міліційні частини у корпус жандармерії, підпорядковані міністерству внутрішніх справ ЗУНР. Діяли до липня 1919.

### Радянська міліція
На початку жовтня 1939 знову сформована народна міліція, до якої увійшли бойові дружини, народна гвардія, сільські міліційні загони. 6 листопада 1939 створено управління народного комісаріату внутрішніх справ Тернопільської області. Невдовзі сформовані територіальна і залізнична міліція як окремі структурні підрозділи.
Після німецько-радянської війни діяло управління МВС (УМВС) України в Тернопільській області.

### Міліція незалежної України
Після проголошення незалежності України 24 серпня 1991 особовий склад міліції прийняв присягу на вірність народу України.
2004 започатковано спорудження т. зв. будинків шерифа, в яких об'єднано житло й офіс дільничного міліціонера.

### Поліція

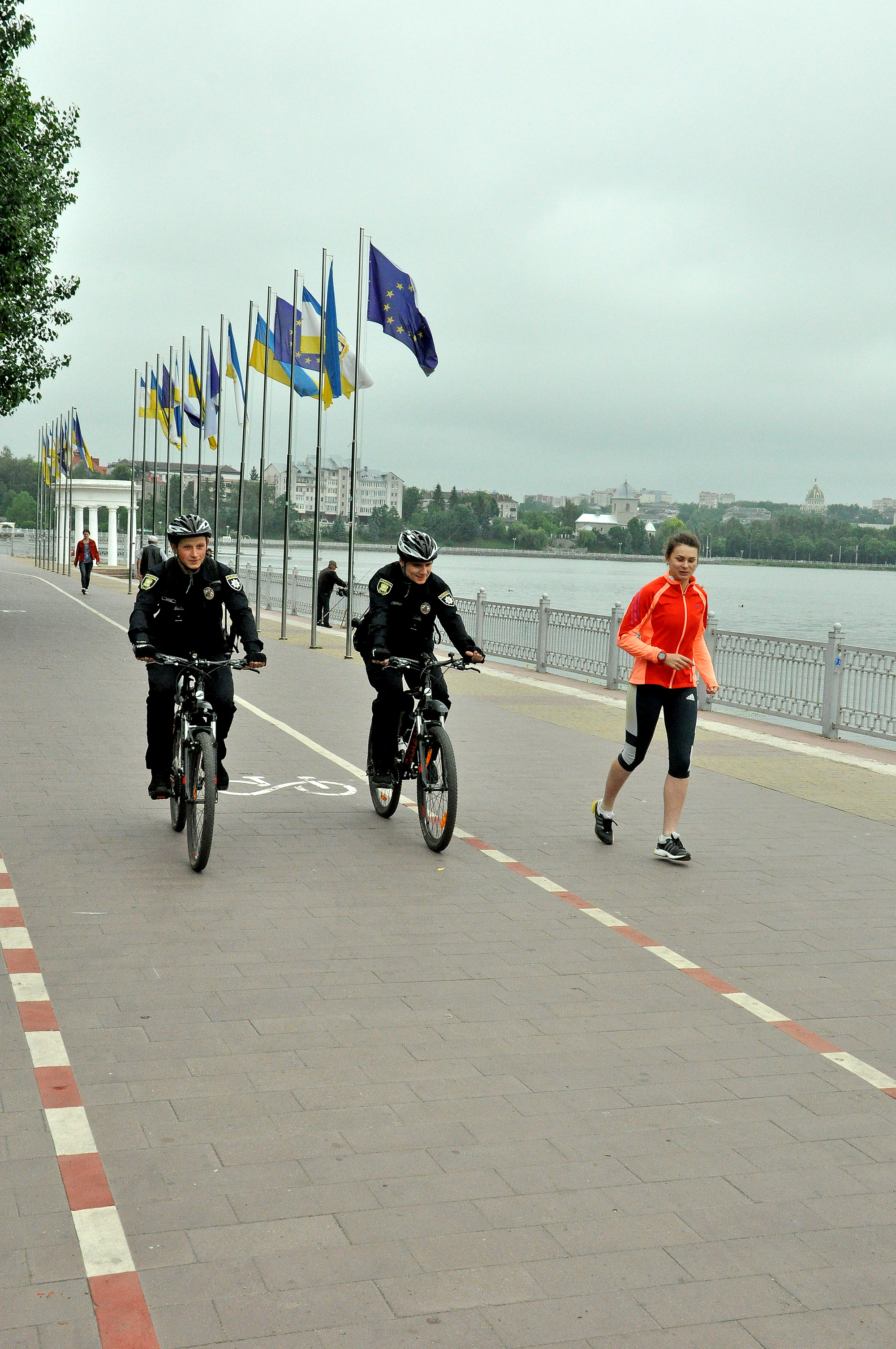
Поліційний велопатруль у парку імені Тараса Шевченка в Тернополі

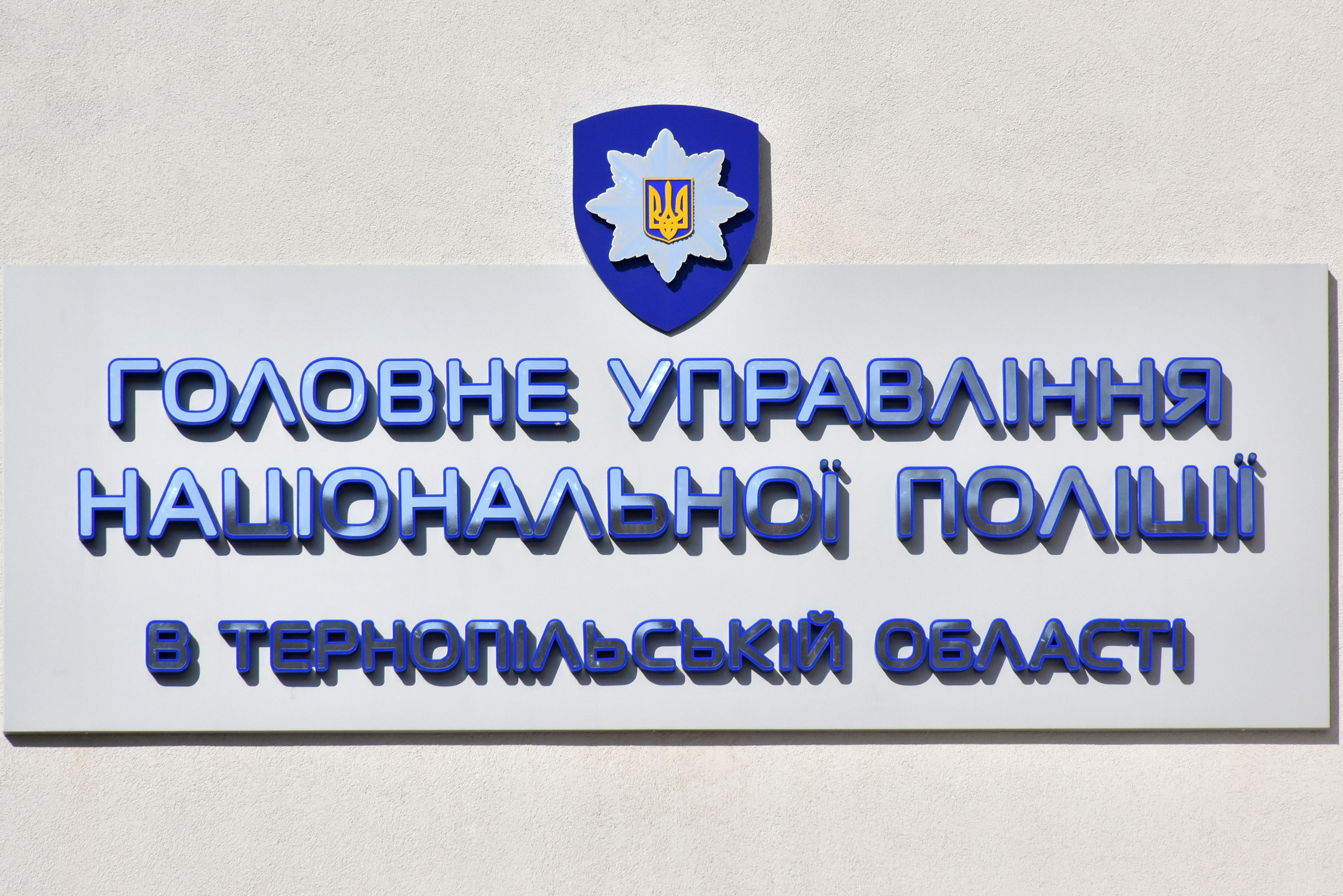
Головне управління Національної поліції в Тернопільській області

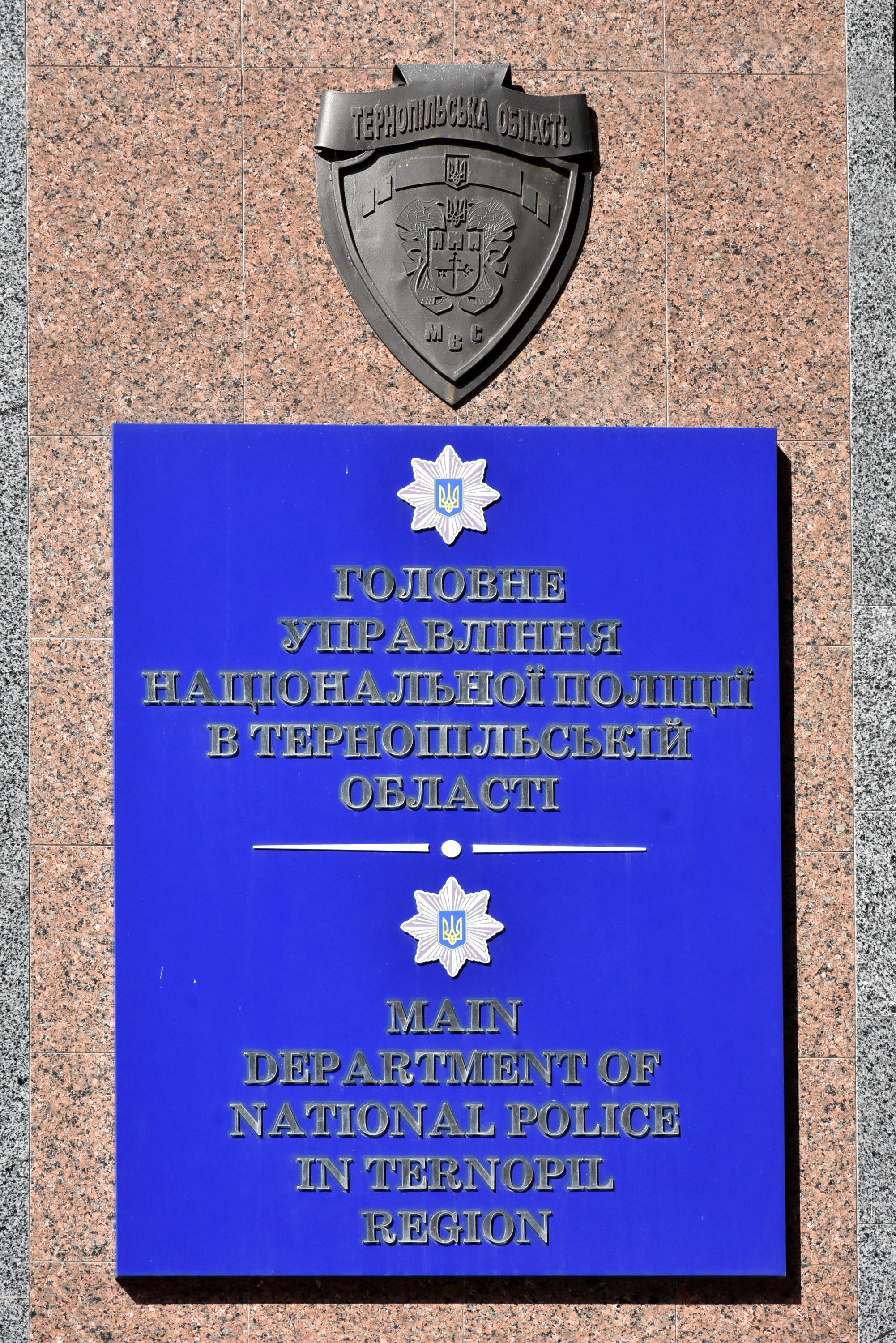
Вивіска

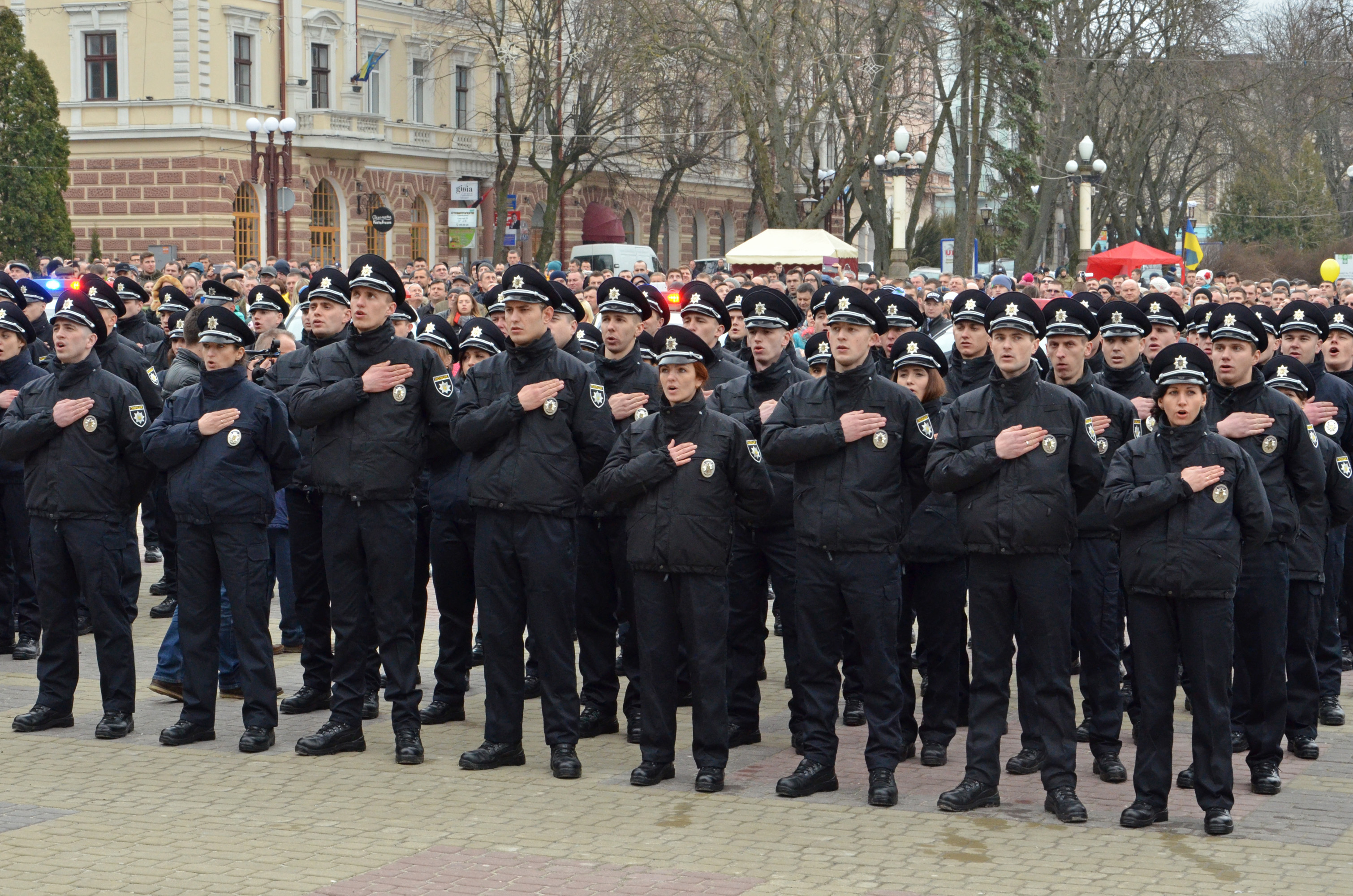
Присяга тернопільських патрульних полісменів

Від 2015 в області почалося формування нової поліції.
12 березня 2016 присягу нової патрульної поліції Тернополя приймала керівник Національної поліції України Хатія Деканоїдзе.
14 липня 2017 нові службові автомобілі групам патрульної поліції вручав Президент України Петро Порошенко.

## Структура
Підрозділи:

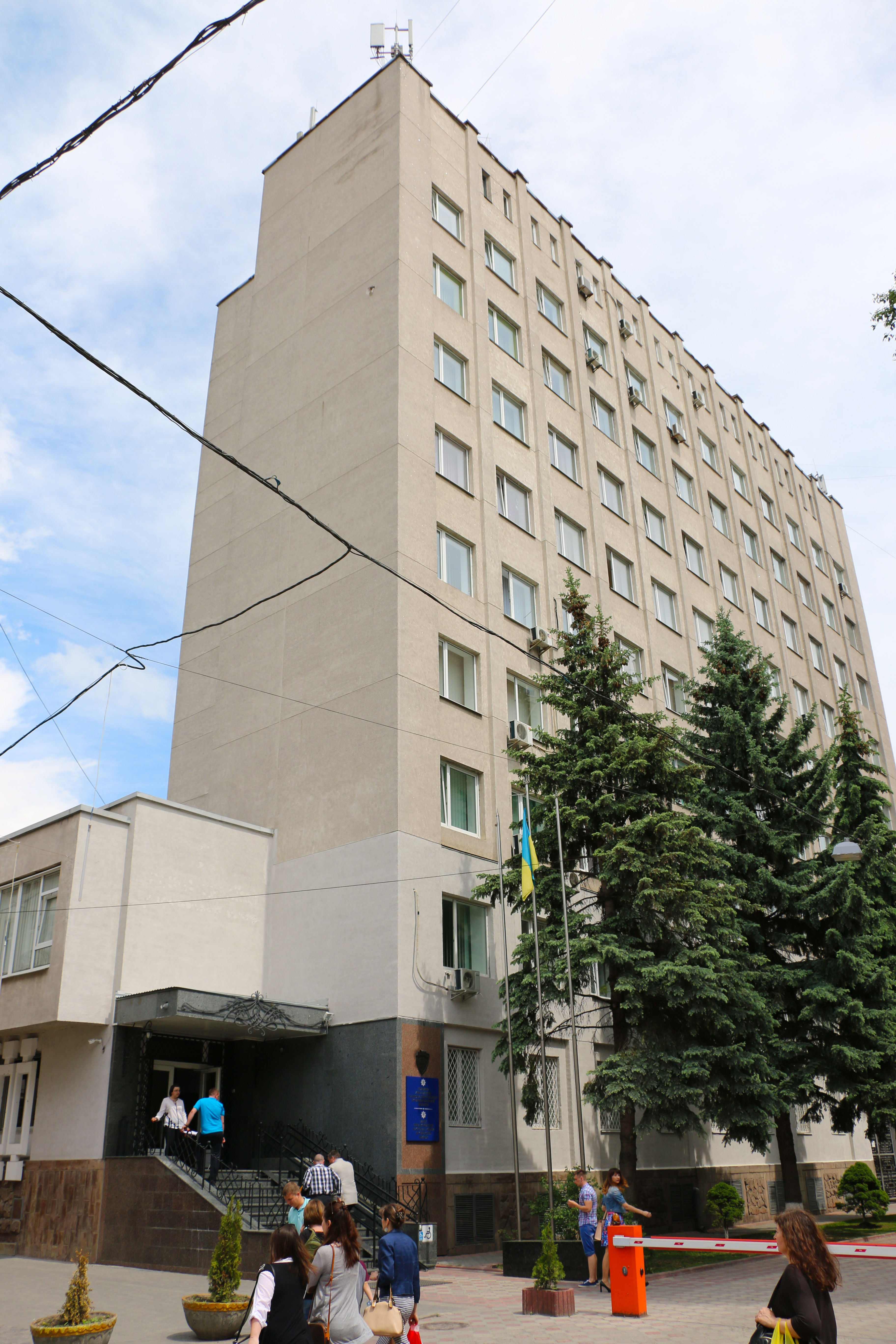
Будинок Головного управління Національної поліції в Тернопільській області

- штаб НП (забезпечує координацію та узгодженість дій галузевих служб і органів внутрішніх справ),
- відділ оперативної інформації,
- 1-й відділ (забезпечує таємність та дотримання державних таємниць в оперативно-розшуковій діяльності),
- відділи внутрішньої безпеки, роботи з персоналом, адміністративну службу поліції, ДПП;

Управління:
- боротьби з економічною злочинністю,
- боротьби з організованою злочинністю,
- боротьби з незаконним обігом наркотиків,
- кримінальна міліція у справах неповнолітніх,
- слідче управління

Інші підрозділи:
- центр зв'язків із громадськістю,
- науково-дослідний експертно-криміналістичний центр,
- фінансових ресурсів та економіки,
- Державна служба охорони,
- ресурсного забезпечення,
- служби охорони здоров'я.

Функціонують Тернопільський міський та 17 районних відділів НП.

## Керівники поліції в Тернопільській області

### Начальник УНКВС та УМВС по Тернопільській області
- М. Сюганов — 1944—1954

### Начальники УВС Тернопільського облвиконкому
- М. Коломацький — 1954—1959
- П. Дейнекін — 1959—1974
- В. Зоря — 1974—1976
- Василь Мальований — 1976—1983[3]
- Анатолій Білик — 1983—1987[4]
- І. Колесник  —1987—1990
- Василь Хмель — 1990 — грудень 1992

### Начальники УМВС України в Тернопільській області
- Роман Подсаднюк — грудень 1992 — березень 1998[5]
- Віталій Максимов — березень 1998—2000
- М. Петрик — 2000—2001
- Віталій Максимов — 2002 — жовтень 2003
- В. Момот — жовтень 2003 — вересень 2004
- Федір Бортняк — жовтень 2004 — лютий 2005[6]
- Василь Пісний — лютий 2005 — січень 2007[7]
- Володимир Гаврилюк — січень—травень 2007[8]

### Начальники ГУ МВС України в Тернопільській області
- Віталій Максимов — травень 2007 — березень 2010
- Василь Поліщук — березень 2010 — ?[9]
- Олександр Богомол — ? — 17 березня 2015

### Начальники ГУ НП України в Тернопільській області
- Олександр Богомол — від червня 2016 по 19 червня 2023
- Зюбаненко  Сергій з 19 червня 2023

## Періодичне видання
- «Досьє 102» (раніше «Досьє 02»)